# Il malloppo
Il malloppo è stato un gioco televisivo a premi italiano in onda su Rai 1, condotto nell'estate del 2005 dal cantante e presentatore Pupo e nella primavera del 2006 da Alda D'Eusanio.

## Il programma
In ogni puntata partecipa una diversa coppia di giocatori che concorrono insieme alla vincita di una somma, detta appunto il malloppo in quanto contenuta fisicamente in un sacco; il gioco presenta quindi la particolarità di avere il montepremi presente in denaro contante nello studio. Nella prima parte i concorrenti devono rispondere alternativamente a domande con quattro risposte possibili. Dopo che il primo giocatore ha dato la risposta che ritiene esatta, il secondo può scegliere se confermarla e mantenerla, o smentirla e cambiarla con un'altra. Se alla fine la risposta data è esatta, si deve scegliere un sacco colorato da estrarre tra quelli proposti. Ad ogni sacco è associato un valore in euro ed il valore dei sacchi estratti di volta in volta si va a sommare al montepremi fino a quel momento conquistato.
Fin dall'inizio del gioco sono presenti due casseforti.
Ad ogni risposta sbagliata alle domande viene aggiunta dalla valletta un'altra cassaforte a quelle già presenti.
Nella seconda parte della trasmissione il sacco contenente il malloppo accumulato dai giocatori viene nascosto all'interno di una delle casseforti (chiaramente più se ne sono aggiunte a causa delle risposte sbagliate più sarà statisticamente difficile trovarlo), che in tale momento vengono nascoste alla vista, e i giocatori, per vincere, devono indovinare la cassaforte che lo contiene; se non si sceglie la cassaforte corretta non si vince nulla.
I giocatori hanno l'opportunità di eliminare delle casseforti sicuramente vuote prima della scelta finale, perdendo in cambio una parte del montepremi. Il valore della perdita e la cassaforte vuota da aprire vengono decisi dal “direttore” della banca, di cui si vede l'ombra e, solo nella seconda edizione, si sente anche la voce, visto come antagonista dei concorrenti. Nella seconda edizione c'è anche la possibilità di una richiesta "al buio", contrapposta alla richiesta detta "palese", che il direttore non rivela personalmente, il cui valore è scritto su un foglio contenuto in una palla che scende da un condotto, e che può anche non avere soldi da perdere (valore 0 €).
La prima edizione è partita il 9 agosto 2005 ed ha avuto un buon successo, tanto che Pupo è stato chiamato, dal settembre successivo, a condurre Affari tuoi in sostituzione di Paolo Bonolis. La seconda edizione del programma è partita il 5 marzo 2006 ed è stata mandata in onda solamente la domenica sempre su Rai Uno, con alcune novità: la principale è la sostituzione del cast, a partire dal conduttore (Pupo) fino ad arrivare alla valletta (Elisabetta Gregoraci); al loro posto trovano spazio come conduttrice Alda D'Eusanio, una valletta, Rosaria Cannavò, e un valletto, Gabriele Petronio.

Questa edizione è andata in onda per 14 domeniche consecutive nell'access prime time (quindi dopo il TG1 della sera) di Rai 1, fascia oraria in cui nei giorni dal lunedì al sabato veniva trasmesso Affari tuoi; nella seconda edizione la voce del direttore della banca era quella del noto doppiatore cinematografico Roberto Pedicini.
La trasmissione veniva trasmessa dal Centro Rai di Napoli. Pur avendo avuto un buon successo nei due periodi di messa in onda, dovette lasciare spazio ad Affari tuoi, che essendo in crisi di ascolti si decise di mandare in onda anche di domenica, e non venne mai più riproposta.

## Edizioni
| Messa in onda | Numero | Trasmissione                  | Conduttore     | Studio                                                      |
| ------------- | ------ | ----------------------------- | -------------- | ----------------------------------------------------------- |
| 2005          | 1      | dall'8 agosto al 17 settembre | Pupo           | Teatro 8 degli Studios (Studi Televisivi De Paolis) in Roma |
| 2006          | 2      | dal 5 marzo al 4 giugno       | Alda D'Eusanio | Studio 2 del Centro di produzione Rai di Napoli             |